# Mannophryne urticans
Mannophryne urticans es una especie de anfibio anuro de la familia Aromobatidae.

## Distribución geográfica
Esta especie es endémica del estado de Mérida en Venezuela. Habita a unos 680 m sobre el nivel del mar en la cordillera de Mérida.

## Publicación original
- Barrio-Amorós, Santos & Molina, 2010 : An addition to the diversity of dendrobatid frogs in Venezuela: description of three new collared frogs (Anura: Dendrobatidae: Mannophryne). Phyllomedusa, vol. 9, n.º 1, p. 3-35[3]